# Hörsten
Hörsten er en kommune og en by i det nordlige Tyskland, beliggende i Amt Jevenstedt i den sydlige del af Kreis Rendsborg-Egernførde. Kreis Rendsborg-Egernførde ligger i den centrale del af delstaten Slesvig-Holsten.

## Geografi
Hörsten ligger omkring 11 km syd for Rendsburg mellem Ejderen og der Bundesstraße 77 fra Rendsburg mod Itzehoe. Byen ligger nord for Kielerkanalen ved Ejderen. Syd for kanalen ligger Flugplatz Rendsburg-Schachtholm, der bliver benyttet af sportsfly og rundflyvninger.